# Centralbank der deutschen Sparkassen
Die Centralbank der deutschen Sparkassen, kurz Centralbank, war ein zuletzt in Wien domiziliertes österreichisches Finanzinstitut, das Mitte der 1920er Jahre in Schwierigkeiten geriet. Die von der Regierung Ramek im Juli 1926 geplante Rettung der Centralbank durch ein eigenes Gesetz mit Bundeshaftung führte zu erheblichen politischen Diskussionen und zur Schaffung eines eigenen parlamentarischen Untersuchungsausschusses. Der Centralbankskandal wurde einer der großen Finanzskandale der Ersten Republik.

## Geschichte

7. österreichische Kriegsanleihe der Centralbank der deutschen Sparkassen, 1917

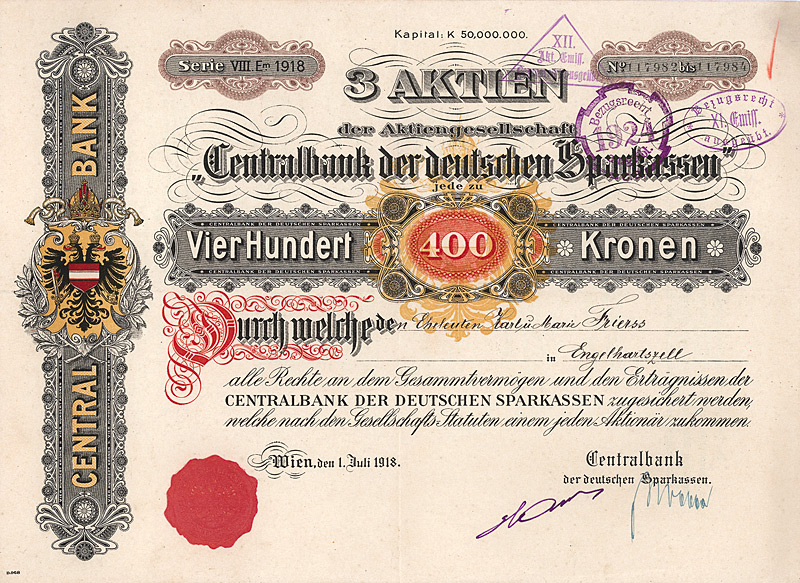
Aktie über 400 Kronen der Centralbank der deutschen Sparkassen vom 1. Juli 1918

Die Centralbank wurde 1901 als zentrale Geldausgleichsstelle der deutschböhmischen Sparkassen gegründet und hatte zunächst ihren Hauptsitz in Prag. 1916, während des Ersten Weltkriegs, verlegte sie ihren Sitz nach Wien. Bei Kriegsende verlor sie durch den Zerfall der Habsburgermonarchie einen Großteil ihres Geschäfts, die böhmischen und mährischen Niederlassungen mussten 1920/21 abgetrennt werden. In der Folge versuchte das geschwächte Institut, auch im kleinen Nachkriegsösterreich als Sparkassenbank zu wirken, allerdings mit mäßigem Erfolg (es wurde später festgestellt, dass von den Gesamtgeldern der österreichischen Sparkassen nur etwa fünf Prozent bei der Centralbank veranlagt waren). Von der Aktionärsseite geriet die Centralbank zunehmend in Abhängigkeit zu einer Investorengruppe unter der Führung des steirischen Industriellen und zeitweiligen großdeutschen Abgeordneten Viktor Wutte.
Zur akuten Krise bei der Centralbank kam es durch eigene Probleme (unrentable Veranlagungen, Beteiligung an zweifelhaften Gründungen in der Inflationszeit), aber auch durch die mehr oder weniger erzwungene Übernahme von drei anderen gefährdeten Instituten. Die Industrie- und Handelsbank war im Wesentlichen durch Kredite an ihren Hauptaktionär, den Spekulanten Peter Wesetn in Schwierigkeiten geraten, die den Christlichsozialen nahestehende niederösterreichische Bauernbank hatte in expansiver und dabei dilettantischer Weise am fieberhaften Börsenspiel von 1923/24 teilgenommen und die Steirerbank, 1920 gegründet vom Kreis um den steirischen Landeshauptmann Rintelen, hatte sich unter anderem an einer Hausse-Operation mit STEWEAG-Aktien die Finger verbrannt.
Die Hilfestellungen für die genannten drei Institute im Wege von Teil- oder Totalfusionen, auch auf Drängen des damaligen Finanzministers Jakob Ahrer, überforderten das ohnedies schon geschwächte Bankhaus. Am 30. Juni 1926 berichtete ein Artikel im Wiener Nachmittagsblatt Der Abend mit vielen zutreffenden Einzelheiten über die schwierige Lage der Centralbank. Um einen Run auf die Bank zu vermeiden, gab die Regierung Ramek noch am selben Abend eine Art Garantieerklärung ab. Ungeachtet dieser, wahrscheinlich verfassungswidrigen, Maßnahme kam es in den ersten Julitagen zu Abhebungen, die die gesamten Kassenreserven des Bundes aufbrauchten. Am 6. Juli 1926 legte die Regierung das Centralbankgesetz vor, welches die getroffenen Maßnahmen legalisieren sollte. Es stieß bei der Opposition auf stärksten Widerstand. Die letztlich beschlossene Fassung sah ein Moratorium und einen parlamentarischen Untersuchungsausschuss vor, der bis zum Ende des Jahres 20 Sitzungen abhielt. Sein Bericht und täglich veröffentlichte Protokolle zählen zu den wertvollsten wirtschaftshistorischen Quellen der Ersten Republik.